# Кошик пустынь
Кошик пустынь (арм. Կոշիկ անապատ или Кошик анапат) — армянский монастырский комплекс XII века, состоявший из трёх церквей, большого кладбища, водохранилища, стен, множества хачкаров и других сооружений. Расположен в 8 км от села Колатаг в Агдеринском районе Азербайджана, в лесу на холме под названием Анапат. Сейчас находится в руинах.

## История
Хачкары, орнаменты, литографии представляют большую историческую, этнографическую и художественную ценность. Этот крупный монастырский комплекс запомнился в литературе под названием «Кошик анапат» (Кошик пустынь).
Министерство экономики и сельского хозяйства Армении провело мониторинг монастырского комплекса в 2021 году.
Пустыня Кошик была одним из главных духовных центров хакбакянских князей Арцаха, о чём имеется ряд точных исторических данных. А хакбакяны происходят от рода мамиконянов и считаются одной из их линией.

## Устройство комплекса
Имеются записи, датированные 1179, 1181, 1186, 1191, 1194 и более поздними годами. Комплекс разделен на две группы внутренним двором.
Северная сторона состоит из трёх церквей и общего трёхарочного зала-портик. Рядом со стеной — полуразрушенное прямоугольное здание, которое является столовой комплекса. На северо-западе видны руины келий и хозяйственных построек. Среди них полностью сохранились хачкары со скульптурами всадников. Самый большой (южный) неф церкви обрушился, остальные целы. Стены построены из грубо отесанных камней. Постройки южного крыла двора состоят из двух корпусов, соединённых друг с другом входами. По мнению археологов, группа памятников была построена в XII веке.

## Галерея

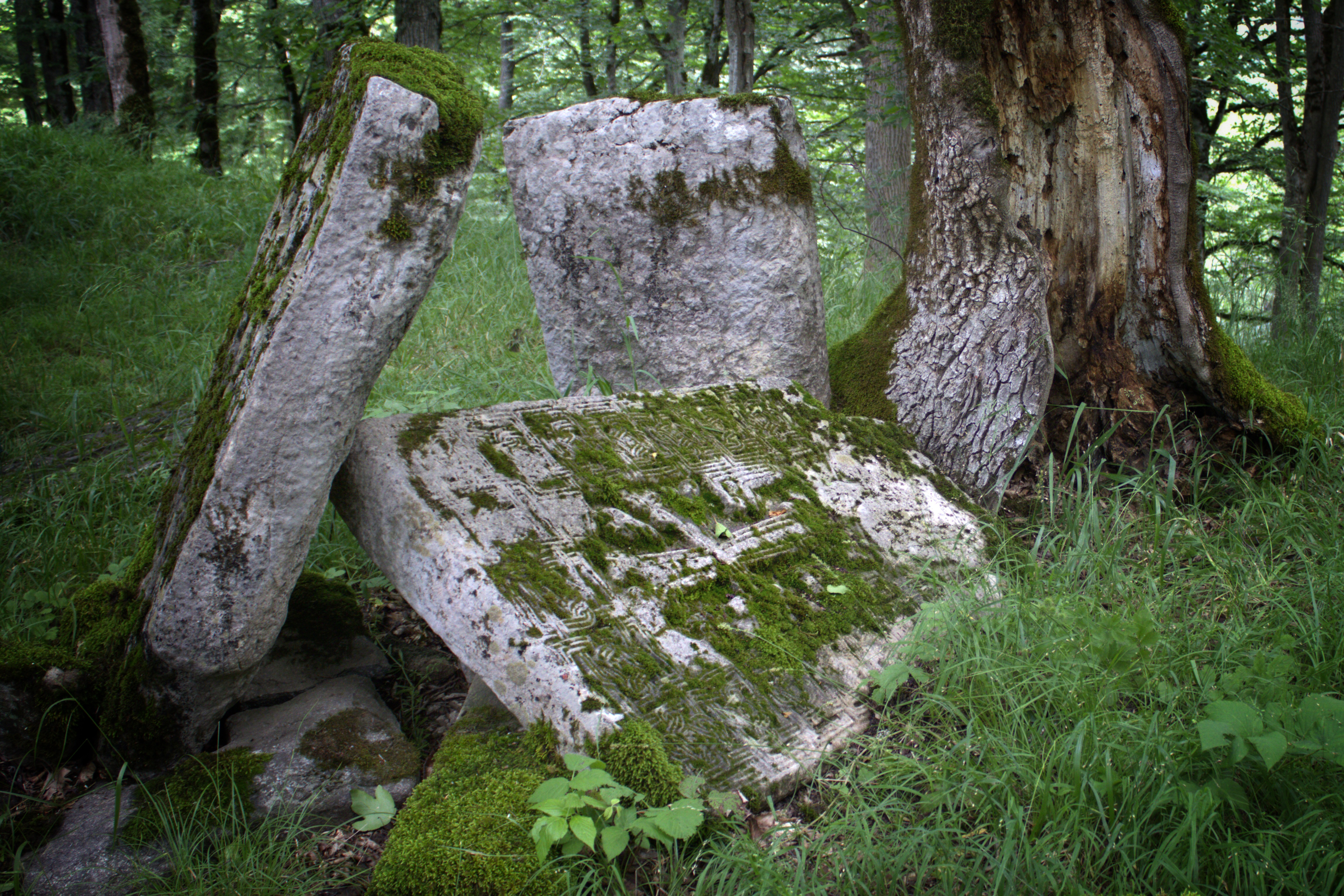
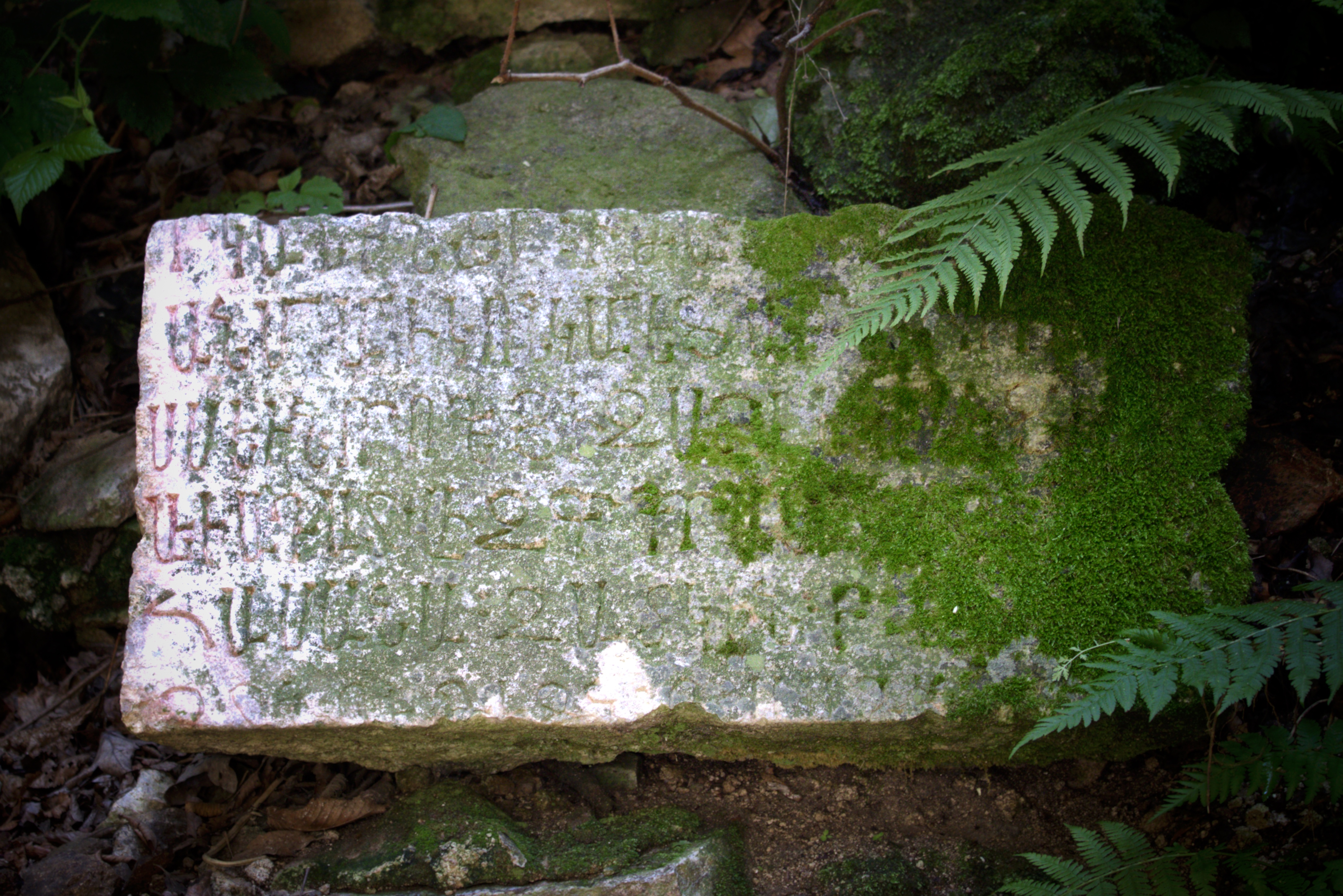
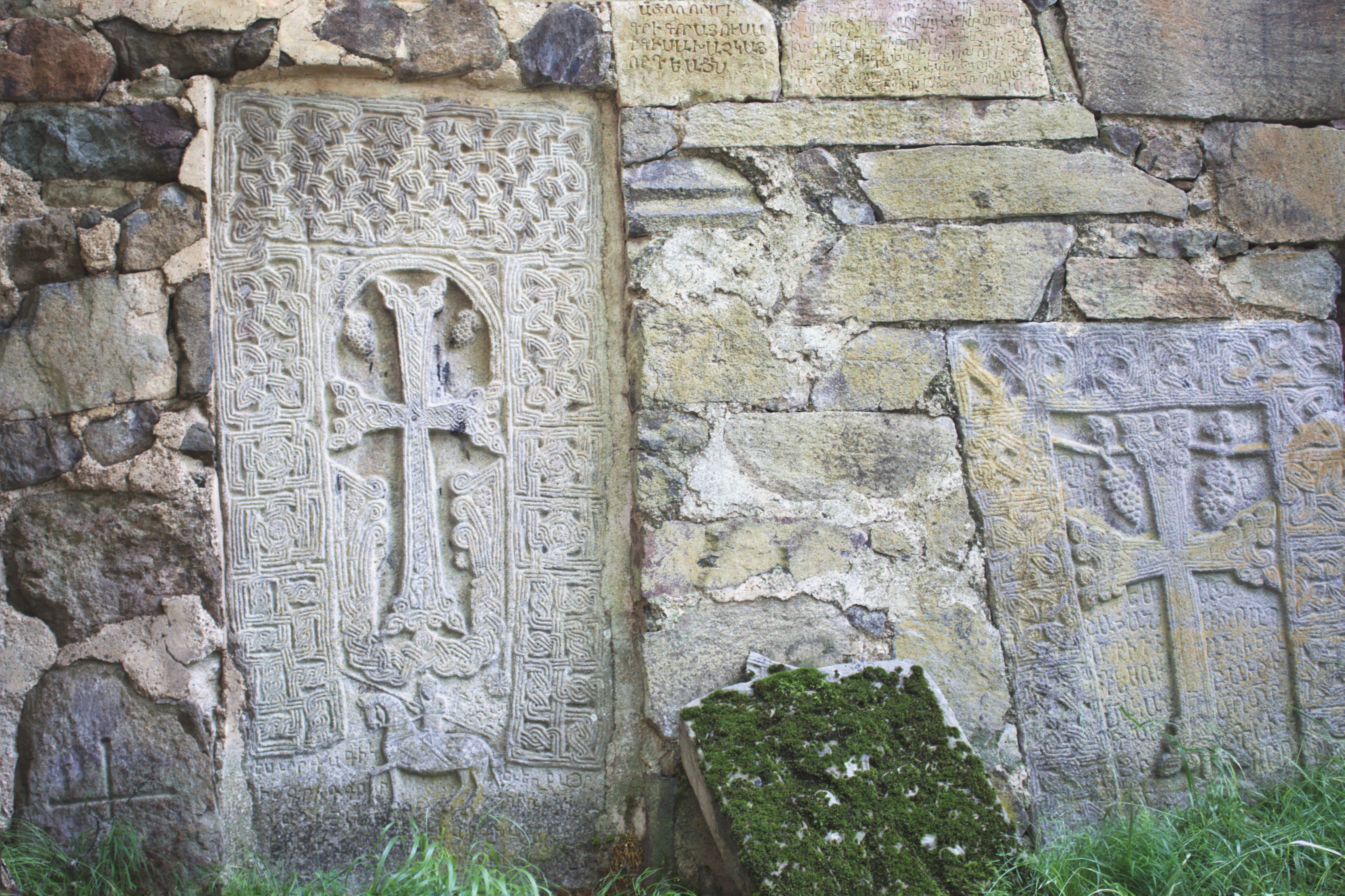
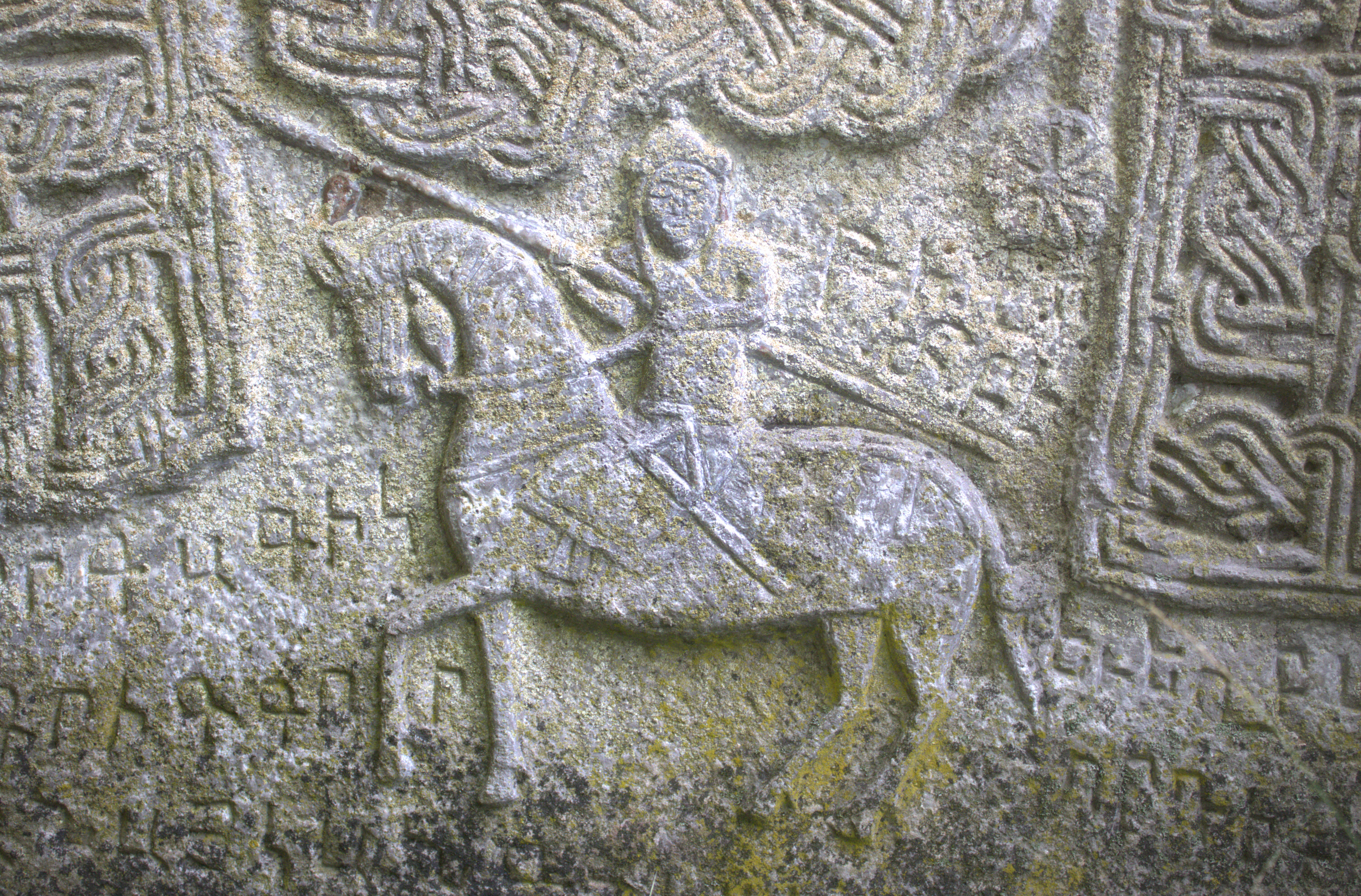
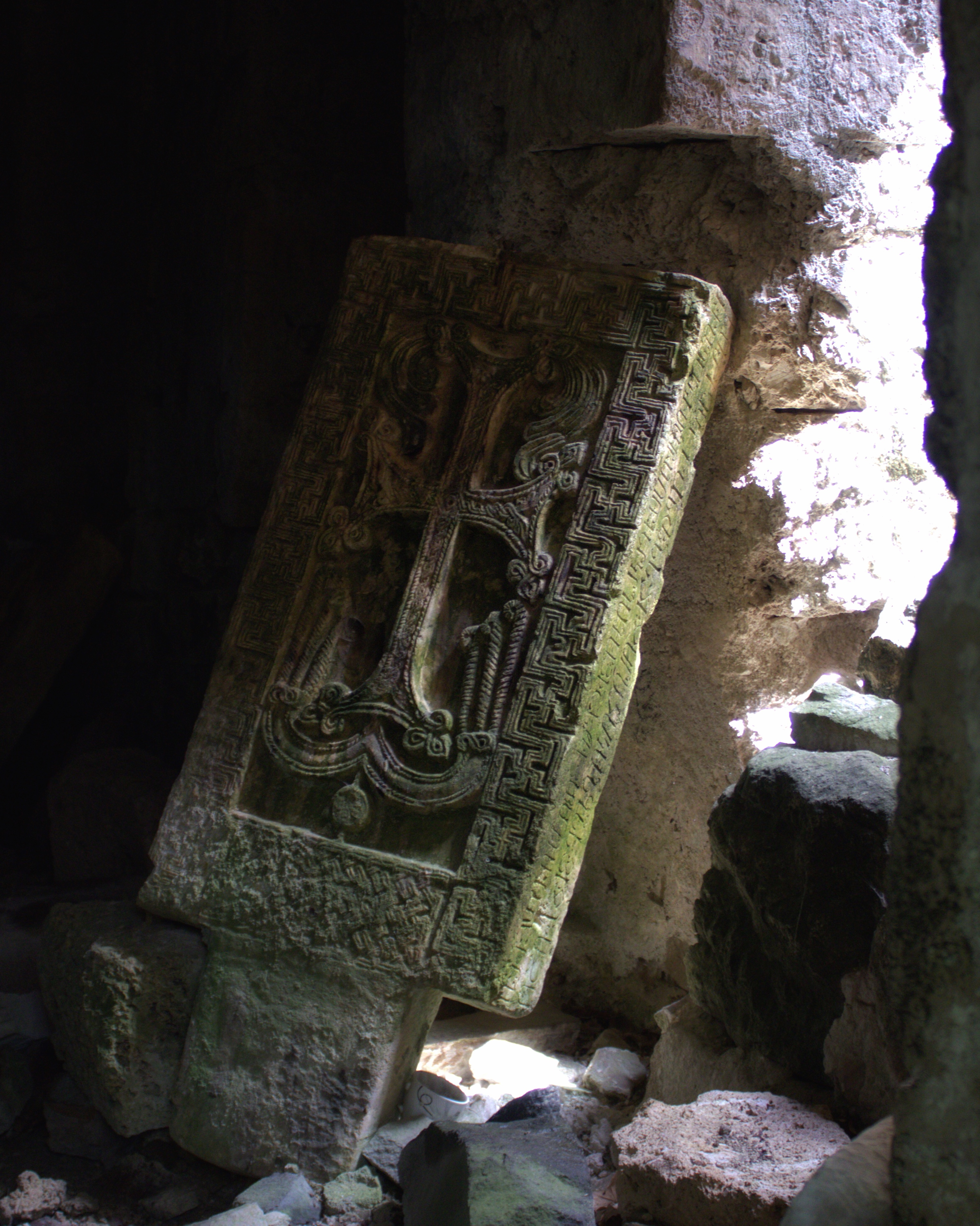
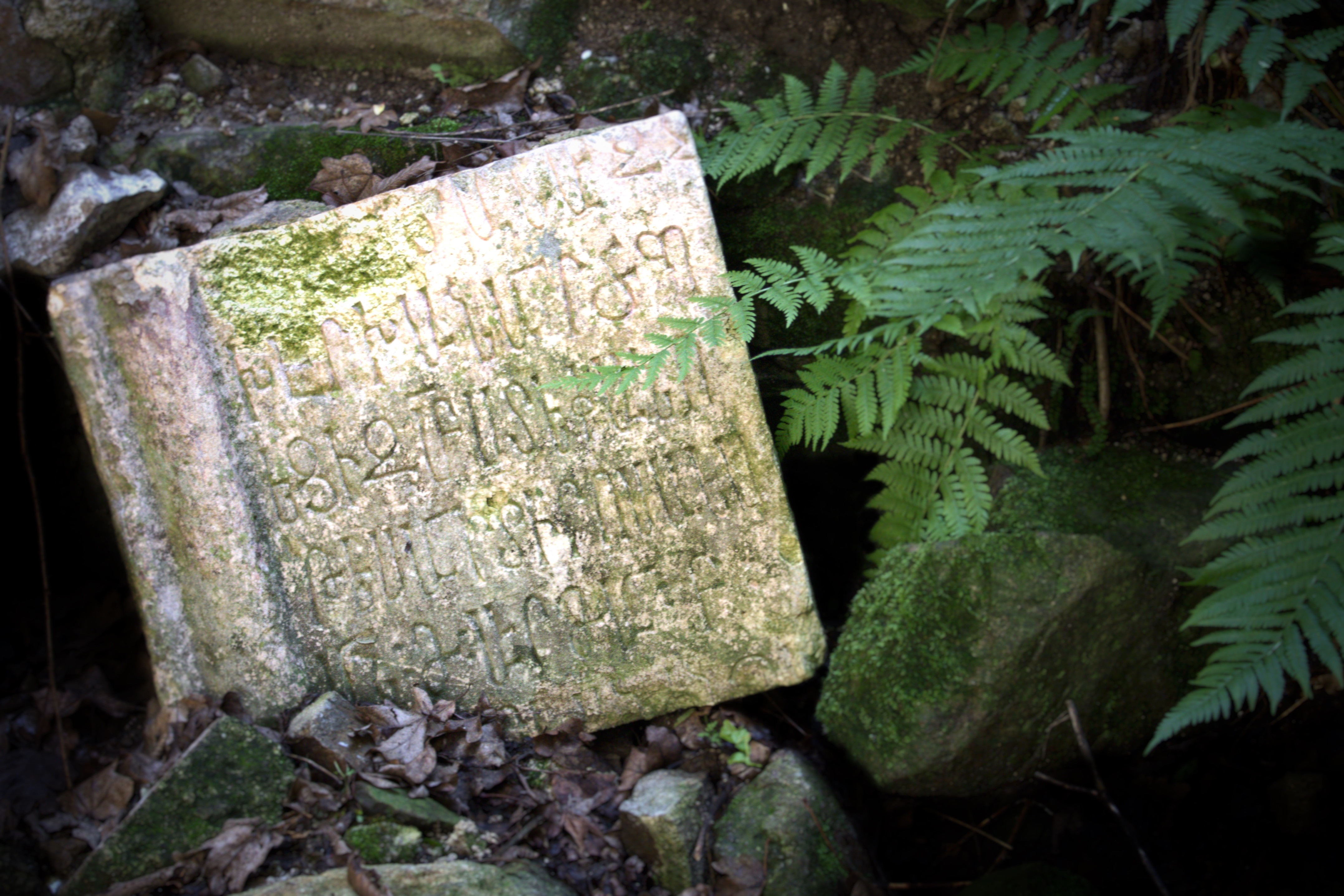